# 민주당 (그린란드)
민주당(그린란드어: Demokraatit, 덴마크어: Demokraterne)은 그린란드의 사회자유주의, 연합주의 정당이다. 2002년에 창당했으며 같은 해에 실시된 그린란드 총선거에서 5석을 차지하면서부터 그린란드 의회에서 원내정당 지위를 차지하고 있다. 그린란드의 독립이나 자치에 대해 부정적인 입장을 갖고 있으며 그린란드가 페로 제도와 함께 덴마크 왕국에 남아 있어야 한다는 입장을 갖고 있다. 또한 그린란드의 교육, 주택 상황 개선에 우선 순위를 두고 있다.